# Гай Антістій Вет (консул 30 року до н. е.)
Гай Антістій Вет (75 — після 25 року до н. е.) — політичний та військовий діяч Римської республіки, консул 30 року до н. е.

## Біографія
Походив з плебейського роду Антістіїв. Син Гая Антістія Вета, претора 70 року до н.е. У 45 році до н.е. Вет обіймав посаду квестора, незабаром за призначенням Гаєм Цезаря керував Сирією на посаді пропретора. Осадив бунтівного Цецилія Басса в Апамі, але йому прийшли на допомогу парфяни. Наприкінці 44 року до н.е., повертаючись з провінції, в Ахаї відмовився підкоритися Публію Корнелію Долабеллі і передав скарбницю Марку Бруту. Деякий час залишався в таборі Брута. У травні 43 року до н. е. отримав від нього вільне легатство і поїхав до Риму для здобуття претури, але у липні повернувся назад до Брута на посаді легата. 
Після поразки республіканців у битви при Філіпах Антістій перейшов на бік Октавіана. Незабаром він придбав будинок Цицерона. У 35 році до н. е. отримав від Октавіана командування проти племені салассів в Альпах. Захопив вузькі гірські проходи і облягав салассів протягом двох років. Після цього вони були змушені здатися, але відразу після відходу Вета знову збунтувалися. 
У 30 році до н.е. Вет обіймав посаду консула-суфекта з 1 липня по 13 вересня. У 25 році до н. е. на посаді легата Гай Антістій супроводжував Августа до Іспанії, під час хвороби останнього керував військовими діями проти кантабрів, завдав їм поразки і захопив кілька міст. Після повернення відійшов від політичного життя, подальша доля невідома.

## Родина
- Гай Антістій Вет, консул 6 року до н.е.